# 颱風風神 (2008年)
颱風風神（英語：Typhoon Fengshen，國際編號：0806，聯合颱風警報中心：07W，菲律賓大氣地球物理和天文服務管理局：Frank）是2008年太平洋颱風季第6個被命名的熱帶氣旋。「風神」一名由中國大陸提供，意思是掌管風的神。

## 氣象歷史
一股熱帶低氣壓於2008年6月18日在菲律賓以東海域形成。初時，系統中心附近的垂直風切變微弱，加上水溫高，它得以迅速增強。翌日早上，它增強為熱帶風暴，並被命名為風神。當日晚上，風神增強為強烈熱帶風暴，其後風神於6月20日早上增強為一股颱風。
6月20日，風神在菲律賓薩馬島登陸，並繼續向西移動，橫過該島南部及掠過萊特島北部，移至米沙鄢海。風神於當日晚上受惠於良好的高空輻散，得以於菲律賓群島中部峽窄的海域持續增強，並發展出一個風眼。
隨著引導氣流改變，風神於6月21日轉向西北偏北的方向移動，進入錫布延海，並橫過馬林杜克島，於當晚在呂宋島南部登陸，更正面吹襲了首都馬尼拉，廣泛地區受颶風影響。受呂宋島的高山影響，風神的強度有所下降。
6月22日，風神繼續向西北偏北移動，橫過呂宋島西南部，進入南海，並減弱為強烈熱帶風暴。
進入南海後，風神繼續保持西北偏北的移動路徑，並於6月25日清晨於香港天文台總部以東約25公里的大鵬灣海面上掠過，在深圳市龍崗區葵涌鎮沿海登陸，登陸後風神減弱為熱帶風暴。風神於當晚減弱為熱帶低氣壓，並於翌日早上減弱為低壓區。然而風神沒有即時消散，其殘餘雨帶繼續於當日為華南帶來狂風大雨。

### 各地氣象部門均預測錯誤
各大數值預報模式及氣象部門對颱風風神的路徑預測誤差甚大，早期預報在菲律賓以東海面北折，趨向日本。當它跨過菲律賓進入南海後改為預測移向台灣海峽，抵達香港前不久仍預測轉趨廣東東部。
各地氣象部門均多次預測颱風風神的路徑都指颱風風神向北再轉向東北，原因是早期預報中有高空的西風槽發展，使副熱帶高壓（副高）減弱，但副高一直較預測中強，使風神連續數天向西北偏北方移動，直至消散。

## 影響

### 菲律賓
當地發出之最高風暴信號：三號風暴信號
菲律賓一艘載着逾845人的輪船於20日在風神吹襲下於中部海域沉沒，事隔一天，除了海岸漂滿拖鞋、救生衣，僅發現6具屍首和4名生還者，船上數百人恐已凶多吉少，成為21年來菲律賓最嚴重海難。
颱風風神20日吹襲菲律賓中部，釀成至少229人死亡，逾3.5萬戶要疏散，部分市鎮停電。伊洛伊洛省長圖帕斯說﹕「幾乎所有市鎮都被水浸，儼如汪洋。這是這裏歷來最大天災。」伊洛伊洛市至少3萬人在洪澇中被困屋頂。
風神造成廣泛地區水浸和山泥傾瀉，受災地區供電和通訊一度中斷，馬尼拉市區由於道路積水過深，交通幾近癱瘓。

### 臺灣
颱風風神的下沉氣流為台灣帶來炎熱的天氣；而持續上升。台北地區在6月23日中午過後，氣溫一度高達攝氏36.8度。

### 香港
| 長洲 · 76 km/h赤鱲角 · 65 km/h青衣 · 49 km/h啟德 · 68 km/h西貢 · 51 km/h沙田 · 40 km/h濕地公園 · 37 km/h打鼓嶺 · 29 km/h 天文台測風網絡8個參考自動氣象站錄得之最高10分鐘平均風速。圖例： · 代表錄得強風以下風速（共3個氣象站） · 代表錄得強風（共2個氣象站） · 代表錄得烈風（共3個氣象站） | 長洲 · 70 km/h赤鱲角 · 59 km/h青衣 · 45 km/h啟德 · 54 km/h西貢 · 47 km/h沙田 · 31 km/h濕地公園 · 30 km/h打鼓嶺 · 23 km/h 天文台測風網絡8個參考自動氣象站錄得之最高每小時平均風速。圖例： · 代表錄得強風以下風速（共3個氣象站） · 代表錄得強風（共4個氣象站） · 代表錄得烈風（共1個氣象站） | 長洲 · 76 km/h赤鱲角 · 65 km/h青衣 · 49 km/h啟德 · 68 km/h西貢 · 51 km/h沙田 · 40 km/h流浮山 · 68 km/h打鼓嶺 · 29 km/h 天文台測風網絡8個參考自動氣象站錄得之最高10分鐘平均風速。圖例： · 代表錄得強風以下風速（共2個氣象站） · 代表錄得強風（共2個氣象站） · 代表錄得烈風（共4個氣象站） · 備註：此圖假設風神襲港時，流浮山已經取代濕地公園，成為8個指定自動氣象站之一。 | 長洲 · 70 km/h赤鱲角 · 59 km/h青衣 · 45 km/h啟德 · 54 km/h西貢 · 47 km/h沙田 · 31 km/h流浮山 · 65 km/h打鼓嶺 · 23 km/h 天文台測風網絡8個參考自動氣象站錄得之最高每小時平均風速。圖例： · 代表錄得強風以下風速（共2個氣象站） · 代表錄得強風（共4個氣象站） · 代表錄得烈風（共2個氣象站） · 備註：此圖假設風神襲港時，流浮山已經取代濕地公園，成為8個指定自動氣象站之一。 |

- 當地發出之最高熱帶氣旋警告信號： 八號東北烈風或暴風信號 /  八號西北烈風或暴風信號 /  八號西南烈風或暴風信號
- 最接近當地時間：2008年6月25日凌晨4時
- 最接近當地位置：香港天文台總部以東約25公里（掠過香港境內）[5]

颱風風神橫過呂宋島西南部後，並進入南海。天文台於6月23日早上7時40分發出一號戒備信號，當時風神集結於香港之東南偏南約690公里。在風神的下沉氣流及一道高壓脊影響下，香港天氣酷熱，天文台於6月20日早上6時半發出酷熱天氣警告。在酷熱天氣下，長者安居服務協會由當日午夜12時至早上6時，收到205人次按動平安鐘求助。其中有43人送院，主要因為氣促及痛症。民政事務總署開放14個臨時避暑中心，有數十人入住。酷熱天氣警告下4人中暑，包括一男童及三女子不適。
隨著風神逼近，香港氣溫下降，天文台於6月23日取消酷熱天氣警告。雖然風神當晚減弱為強烈熱帶風暴，但翌日晚上香港風勢開始增強，天文台於6月24日下午4時40分發出三號強風信號，當時風神集結在香港之東南偏南約190公里。運輸署宣布，因三號信號生效，來往屯門、東涌、沙螺灣及大澳的渡輪服務暫停服務。麗星郵輪宣布，原定當晚8時半開出的「雙魚星號」一晚海上假期之行程取消。昂坪360亦隨即宣佈東涌纜車停止服務。
當晚風神繼續逼近，路徑直指香港，天文台於當晚9時正發出「熱帶氣旋之特別報告」，宣佈在晚上11時或之前發出八號信號，並在晚上10時45分發出八號東北烈風或暴風信號，當時風神集結於香港天文台總部之東南偏南約100公里，開始正面吹襲香港。隨著天文台發出八號信號，教育局宣布夜校於當晚停課，翌日所有學校停課，原定當日舉行的中三全港性系統評估順延至6月26日舉行。天文台一度預計風神將會非常接近香港，其中心更可能在香港境內掠過；但風神在6月25日凌晨到達香港前改向偏北移，僅僅在香港東部海域掠過，沒有登陸香港。隨著風神開始橫過香港東部海域，境內風向有所轉變，天文台於6月25日凌晨12時45分改發八號西北烈風或暴風信號，當時風神集結於香港天文台總部之東南約60公里。風神於6月25日凌晨4時最接近香港，在香港天文台總部以東約25公里掠過，天文台再於凌晨5時45分改發八號西南烈風或暴風信號，當時風神集結於香港天文台總部之東北約40公里。
香港當日早上多處地區受到西南烈風影響，離岸海域的風力更達暴風程度。橫欄島錄得的最高一小時平均風速為每小時99公里。與風神相關的南面雨帶影響香港，境內雨勢開始增強，天文台於6月25日凌晨5時15分發出黃色暴雨警告信號，其後於早上6時正發出紅色暴雨警告信號。在大雨影響之下，天文台於早上6時25分及早上6時35分先後發出雷暴警告及新界北部水浸特別報告，其後於早上8時10分發出山泥傾瀉警告。隨著風神登陸及減弱，雨勢及風勢亦因而緩和。天文台於上午10時10分改發黃色暴雨警告信號，並於上午11時15分改發三號強風信號，當時風神集結香港天文台之西北偏北約90公里。於下午12時20分，天文台取消所有暴雨警告信號，亦於下午12時50分取消新界北部水浸特別報告。
受到風神雨帶影響，天文台於當日下午2時20分再次發出雷暴警告。信號僅維持55分鐘，並於下午3時15分取消。山泥傾瀉警告亦於晚上取消。香港風勢直至晚上才全面緩和，天文台在晚上10時15分直接取消所有熱帶氣旋警告信號，當時風神集結在香港之西北偏北約120公里。由於受到風神的殘餘雨帶影響，香港於6月26日再有狂風暴雨，天文台於早上8時50分再度發出紅色暴雨警告信號，並多次發出雷暴警告。
風神吹襲期間，天文台測風網絡8個指定自動氣象站有5個錄得強風，當中3個錄得烈風，代表三號信號達標，八號信號亦只欠1站便達標；但沙田以些微之差，未能錄得強風。若以2013年新修訂的8個指定自動氣象站為準，以流浮山取代濕地公園後，則有4站錄得烈風，是惟一一次因測風網絡指定自動氣象站更改，導致八號信號「變相達標」。風暴期間，長洲、啟德、機場、西貢及青衣錄得最高10分鐘平均風速為每小時76、68、65、51及49公里。

### 澳門
當地懸掛之最高熱帶氣旋信號： 三號風球
風神橫過呂宋島西南部後，並進入南海，澳門氣象局於6月23日上午9時半懸掛一號風球，當時風神集結於澳門之東南約720公里。6月24日晚上8時，氣象局表示，強烈熱帶風暴風神會在凌晨至清晨時份最接近本澳，晚間改掛三號風球的機會相當大。隨後氣象局於晚上10時半懸掛三號風球，當時風神集結於澳門之東南偏東約150公里，氣象局表示，按風神目前移動路徑，預料在6月25日清晨將在距離本澳東面一百多公里掠過，並於早上在珠江口以東附近登陸。氣象局視乎其移動路徑及強度，在6月25日不排除改掛八號風球；後再稱會否改掛更高風球，要視乎今早的實際情況才作考慮。。風神於6月25日凌晨4時最接近澳門，在氣象局總部以東約90公里掠過，並為澳門帶來暴雨，氣象局遂於6月25日上午發出暴雨警告信號。風神在深圳登陸後受地形摩擦而減弱為熱帶風暴。由於風神對澳門的威脅解除，氣象局於傍晚6時半除下所有風球。
受風神外圍環流影響，澳門25日凌晨時分起天氣轉趨惡劣，風勢轉趨強勁，時有大驟雨。氣象局於清晨6時30分發出雷暴警告後，雨勢逐漸加劇，遂於7時10分發出暴雨警告信號。澳門教青局宣布所有幼兒教育停課，中、小學則上午停課。隨著雨勢有所減弱，暴雨警告信號於上午11時10分取消。有家長指出，25日早上7時15分，在電視上只見幼兒教育停課，中、小學如常上課安排，故其子在豪雨下往氹仔中學上課。及至7時40分，才在電視上獲悉中、小學上午停課，其子回家已衣履盡濕，抱怨有關單位通知遲緩。
由於香港天文台發出八號烈風或暴風信號，往來港澳客船全面停航，港澳碼頭25日上午已滯留逾百旅客。至客船復航，場內旅客有序離澳。25日天氣惡劣，強風勁吹，時有傾盆大雨，即使居民帶備雨具，仍被強風吹至東倒西歪、狼狽不堪，市面顯得冷清。澳門及離島多處出現塌樹、棚架倒塌及路陷事故，不少招牌被強風吹至搖搖欲墜。
雖然風神逼近澳門，但各自動氣象站錄得數據顯示，風神致澳門風速屬每小時41至62公里的3號風球，即使在上午9時錄得最高風速為每小時56公里，仍未達懸掛8號風球級別。氣象局密切注視風神強度及移動路徑，在經評估下仍決定懸掛三號風球。

#### 雨量
| 氣象站         | 信號懸掛期間總雨量(毫米) |
| -------------- | ------------------------ |
| 大潭山         | 179.8                    |
| 嘉樂庇總督大橋 |                          |
| 友誼大穚(北)   |                          |
| 友誼大穚(南)   |                          |
| 孫逸仙紀念公園 | 173.6                    |
| 路環分站       | 125.6                    |
| 九澳           | 134.0                    |
| 污水處理廠     | 163.2                    |
| 西灣大橋       |                          |

### 中國大陸

#### 廣東
當地發佈之最高颱風預警信號： 颱風黃色預警信號
廣東省氣象局於6月23日22時20分啟動颱風III級應急響應，6月24日22時00分啟動颱風II級應急響應。全省直至6月24日23時，只有韶關、清遠、湛江及雲浮無發出任何颱風預警信號，深圳、汕頭、汕尾、惠州、中山、廣州、南沙、揭陽及惠來更發出颱風黃色預警信號。「風神」於25日05時30分在深圳市龍崗葵涌登陸，晚上在龙门县境内减弱为热带低氣压，在韶关进一步减弱为低压区。截至6月27日造成省内的广州、佛山、韶关、惠州、东莞、中山、云浮共7个市，34.17万人受灾，倒塌房屋1258间；死亡9人，造成直接经济总损失11.573亿元。

#### 福建
當地發佈之最高颱風預警信號： 颱風藍色預警信號

## 熱帶氣旋警告使用紀錄

### 香港
| 香港天文台 熱帶氣旋警告信號 | 香港天文台 熱帶氣旋警告信號 | 香港天文台 熱帶氣旋警告信號 |
| --------------------------- | --------------------------- | --------------------------- |
| 上一熱帶氣旋                | 一號戒備信號                | 下一熱帶氣旋                |
| 颱風浣熊                    | 一號戒備信號                | 強烈熱帶風暴北冕            |
| 颱風浣熊                    | 三號強風信號                | 強烈熱帶風暴北冕            |
| 熱帶風暴圓規                | 八號東北烈風或暴風信號      | 強烈熱帶風暴北冕            |
| 熱帶風暴圓規                | 八號西北烈風或暴風信號      | 颱風鸚鵡                    |
| 強烈熱帶風暴帕布            | 八號西南烈風或暴風信號      | 颱風鸚鵡                    |
| 強烈熱帶風暴帕布            | 八號烈風或暴風信號          | 強烈熱帶風暴北冕            |

### 澳門
| 地球物理暨氣象局 熱帶氣旋信號 | 地球物理暨氣象局 熱帶氣旋信號 | 地球物理暨氣象局 熱帶氣旋信號 |
| ----------------------------- | ----------------------------- | ----------------------------- |
| 上一熱帶氣旋                  | 一號風球                      | 下一熱帶氣旋                  |
| 颱風浣熊                      | 一號風球                      | 強烈熱帶風暴北冕              |
| 颱風浣熊                      | 三號風球                      | 強烈熱帶風暴北冕              |

## 外部連結
- （英文）https://web.archive.org/web/20090826230250/http://metocph.nmci.navy.mil/jtwc.php 聯合颱風警報中心首頁
- （繁體中文）http://www.cwb.gov.tw （页面存档备份，存于） 中央氣象局首頁
- （日語）http://www.jma.go.jp/jma/index.html （页面存档备份，存于） 日本氣象廳首頁
- （英文）http://www.pagasa.dost.gov.ph/ （页面存档备份，存于） 菲律賓大氣地球物理和天文服務管理局首頁
- （繁體中文）http://www.hko.gov.hk （页面存档备份，存于） 香港天文台首頁
- （繁體中文）http://www.smg.gov.mo （页面存档备份，存于） 澳門地球物理暨氣象局首頁